# Шуля Ярамор
Шуля Ярамор (мар. Шӱльӧ Ярамарий) — деревня в Советском районе Республики Марий Эл. Входит в состав Ронгинского сельского поселения.

## География
Находится в центральной части республики Марий Эл на расстоянии приблизительно 10 км по прямой на юг от районного центра посёлка Советский.

## История
Известна с 1762 года деревня Шула Яраморы. В 1919 году здесь жили 202 человека, в 1924 году население составляло 241 человек, в том числе 31 мари и 210 русских, в деревне было 46 хозяйств. В 1956 году в деревне оставалось 19 хозяйств, в 1976 году — 16, в 1980 году — 12, в 1995 году — 5. В советское время работали трудовая артель «Оса», которая занималась выработкой извести, и колхоз «Победа».

## Население
Население составляло 0 человек в 2002 году, 2 в 2010.